# Apple Newton
Pour les articles homonymes, voir Newton.
Le Newton est un assistant personnel numérique mis sur le marché par Apple le 2 août 1993 et abandonné en 1998. Il préfigure la tablette tactile, qui deviendra un succès planétaire en 2010 avec l'iPad.

## Historique

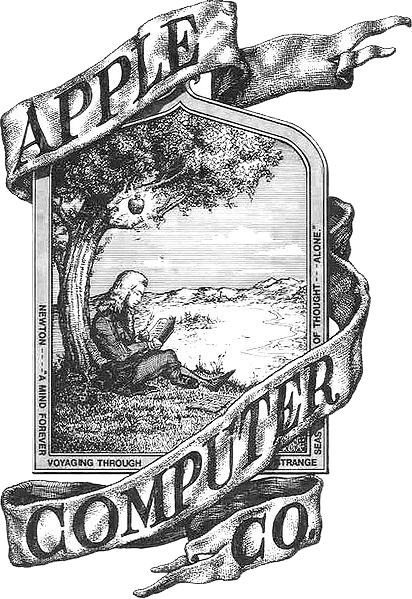
Logo original d'Apple figurant Isaac Newton

Le projet est mis en chantier dès 1987 par Steve Sakoman (en), un ingénieur embauché en 1984 par Apple, pour travailler sur le projet d'une version portable du Macintosh. Il s'agit plus précisèment de mettre au point un ordinateur « tablette » de la taille d'une feuille A4 pliée en deux qui disposerait d'un logiciel de reconnaissance d'écriture cursive et serait vendu au même prix qu'un ordinateur de bureau.
Sakoman décide de nommer le projet « Newton » en référence au logo original d'Apple Computer qui comportait une image d'Isaac Newton assis sous un pommier. Il réunit une équipe d'ingénieurs qui s'installe hors des locaux d'Apple, dans un entrepôt de Cupertino.
Le produit est d'abord baptisé « Figaro », plusieurs prototypes sont réalisés et des logiciels sont mis au point ; le plus difficile à programmer est la reconnaissance d'écriture pouvant s'adapter à plusieurs styles d'écriture.
En 1990, Apple commence à connaitre des problèmes financiers et Sakoman quitte Apple pour rejoindre Jean-Louis Gassée qui crée Be Inc.. D'autres projets similaires au Figaro sont alors en développement dans d'autres groupes de recherche. John Sculley, alors PDG d'Apple, donne une date de sortie pour un produit fini, le 2 avril 1992. Michael Tchao, qui a pris la relève de Steve Sakoman, présente trois modèles de tailles différentes et c'est le plus petit modèle (appelé « Junior », 11,5 x 18 cm) qui sera retenu.
Le produit, rebaptisé MessagePad, est présenté au Consumer Electronic Show (CES) de Chicago durant l'été 1992 puis, dans une version largement améliorée, à Las Vegas le 8 janvier 1993. Le logiciel est en phase bêta-test jusque fin mai 1993 pour corriger les nombreux bugs qui subsistent.
Le Newton MessagePad, assistant personnel à écran tactile sans clavier et équipé d'un logiciel de reconnaissance de l'écriture manuscrite est introduit par John Sculley le 2 août 1993 au salon Macworld de Boston, comme une « nouvelle révolution dans l'histoire de l'informatique »[réf. nécessaire] (bien que le Pen Pad Amstrad, ou PDA 600, un produit novateur mais bourré de défauts et qui ne survivra que quelques mois, soit sorti en mars). Son nom officiel est MessagePad, mais il est généralement désigné sous le nom de Newton, qui s'applique à la ligne de produits basés sur le système d'exploitation Newton OS.

## Caractéristiques

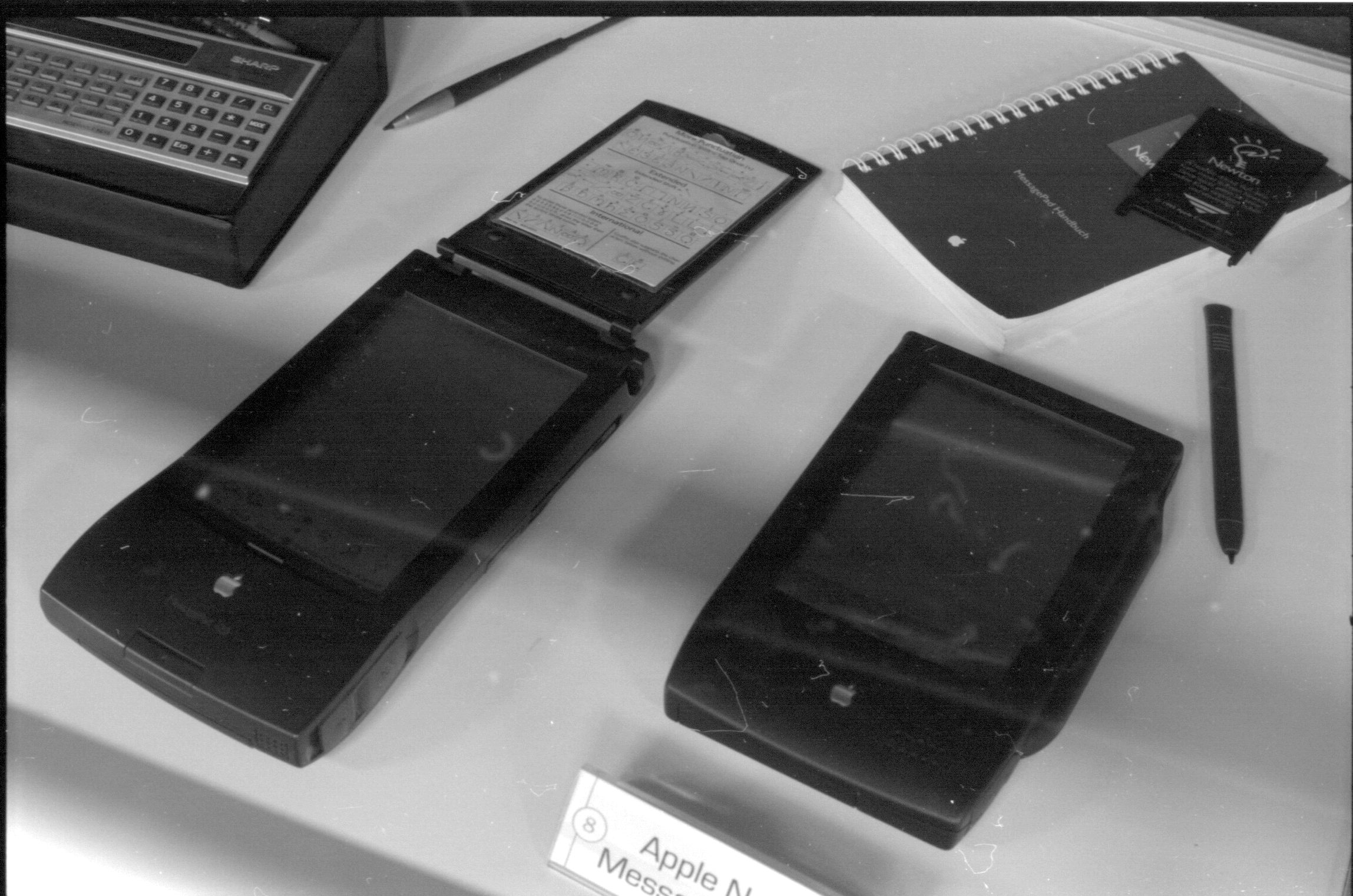
Deux versions du Newton MessagePad

Premier produit d'Apple à se démarquer du Macintosh, le Newton MessagePad peut être considéré comme une des premières tablettes tactiles.
Muni d'un écran monochrome, il pèse 484 grammes sans batteries pour le modèle Newton Messagepad 110, se pilote avec un stylet et offre des fonctions d'agenda électronique, de bloc-notes, de carnet d'adresses et de calculatrice. Des applications lui permettent de rédiger du courrier électronique et d'échanger des télécopies. Il reconnaît l'écriture cursive tracée sur n'importe quelle partie de son écran en identifiant la forme des lettres et le tracé du dessin, mais également au moyen d'un dictionnaire et d'une base de connaissances mise à jour automatiquement.
Son système d'exploitation NewtonOS, entièrement différent de Mac OS, s'appuie sur la programmation orientée objet (NewtonScript est un dérivé du langage Self). L'interface graphique reprend cependant une partie des concepts imaginés avec Mac OS mais ne s'affiche qu'en noir et blanc.
La gamme des produits Newton utilise des processeurs RISC, d'abord ARM, puis StrongARM, comparable à ceux qui équipent encore plusieurs modèles d'assistants personnels et de smartphones, y compris l'iPhone d'Apple. Seules deux séries de Newton ont été développées avec un support de langue française, les séries 110 et 120. Tous les autres disposent d'un système soit en anglais, soit en allemand.

### Deuxième génération
Le Newton MessagePad sera décliné dans un second temps en plusieurs versions : MessagePad 110, 120 et 130, les derniers possédant un écran plus confortable et une mémoire plus importante. L'accueil de ces produits par la presse est mitigé. Les spécialistes leur reprochent alors de grosses lacunes dans la reconnaissance d'écriture. Les MessagePad 2000 et 2100, lancés en 1997, bénéficieront d'une nouvelle version du système NewtonOS, laquelle corrige une grande partie des problèmes antérieurs.

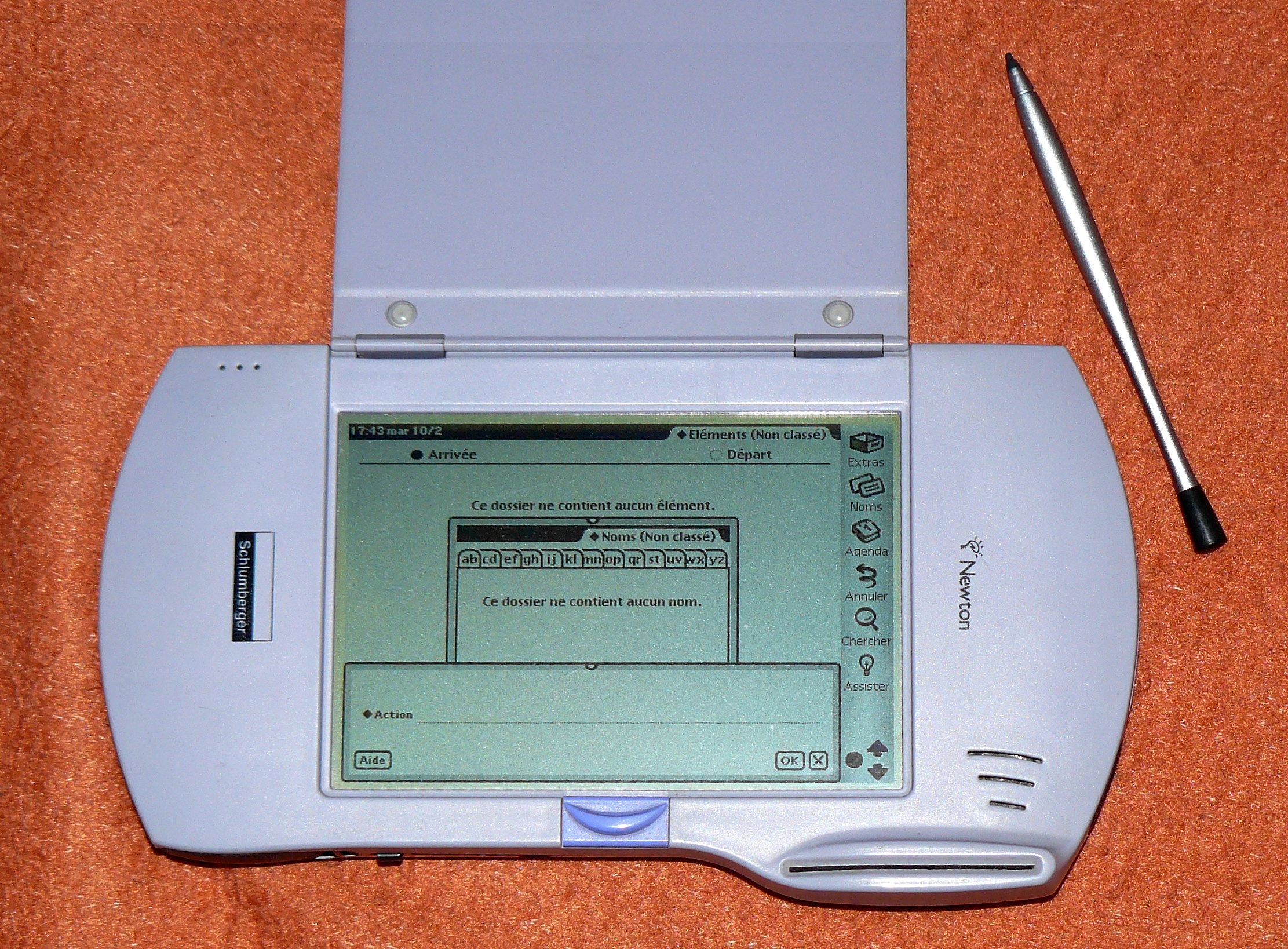
Le Newton Schlumberger

### Watson
En 1996, la société d'origine française Schlumberger obtient une licence pour produire un MessagePad, copie du Newton 2000, et destiné principalement à équiper les médecins en France, le logiciel OS2 est en langue française et un lecteur de carte Vitale est intégré. Une base d'accueil avec connectique Internet lui est adjointe. Cet appareil est aussi commercialisé sous le nom de « Watson ». Un autre projet de développement devait voir le jour pour la Marine nationale française.

### Connectivité
Les derniers modèles de Newton sont capables de transférer des photos et de se connecter de façon autonome à Internet sans ordinateur, via un modem externe ou PCMCIA. Il existe même maintenant des solutions pour intégrer des cartes CompactFlash dans un Newton..

### Disparition du produit
Le Newton n'a pas survécu aux problèmes financiers d'Apple et sera arrêté en février 1998. Gil Amelio, alors à la tête d'Apple, tentera d'abord de revendre la technologie puis mettra fin à la division au sein de l'entreprise. Elle deviendra Newton Inc. qui sera réintégrée par Steve Jobs pour finir par être dissoute quelques semaines plus tard. Les membres de cette division, après avoir été licenciés, vont fonder PalmSource, puis Handspring (en).
Les Newton font toujours l'objet d'un intérêt et des groupes de passionnés organisent des réunions, forums, développement de logiciels pour ces machines.

## Modèles
Les Newton ont été produits en deux séries :
- Les MessagePad
- Les eMate

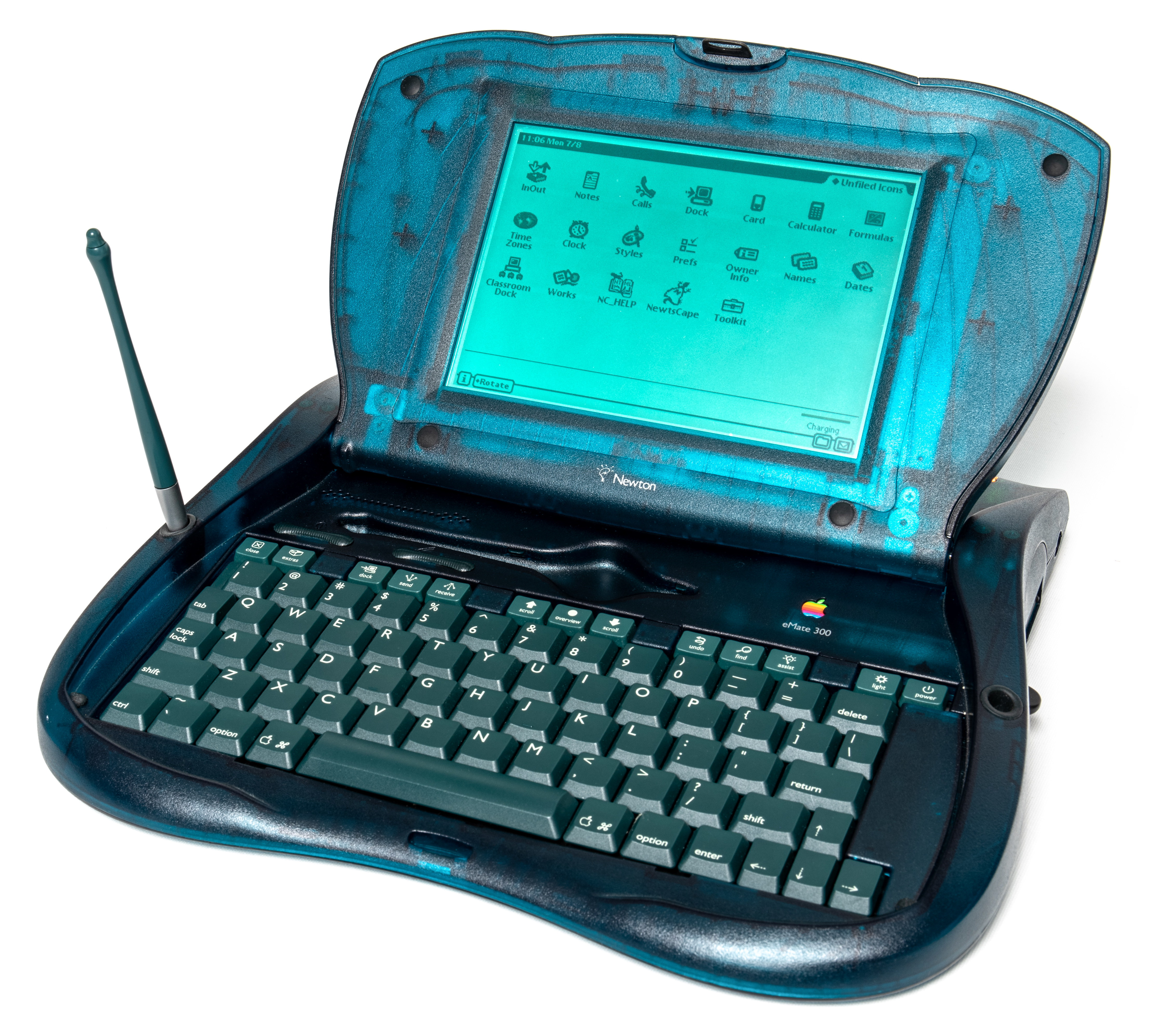
Apple Newton eMate 300

Les MessagePad étaient des assistants de poche à reconnaissance d'écriture et écran sensible. Ils ont connu plusieurs déclinaisons : l'OMP (Original MessagePad, le tout premier Newton), les 1x0 et les 2x00. Soit, chronologiquement, les appareils suivants : l'OMP, le 100, le 110, le 120, le 130, le 2000 et le 2100.
La deuxième série, les eMate, n'a donné lieu qu'à un seul modèle, le eMate 300, qui se présente dans un boîtier comparable à celui d'un ordinateur portable. Distribué dans les écoles américaines, il a été abandonné au moment où Newton Inc. a fermé avant qu'un second modèle, le eMate 360, ne soit mis en vente.